# Xã Shevlin, Quận Clearwater, Minnesota
Xã Shevlin (tiếng Anh: Shevlin Township) là một xã thuộc quận Clearwater, tiểu bang Minnesota, Hoa Kỳ. Năm 2010, dân số của xã này là 452 người.